# إيفان وودز
إيفان وودز (بالإنجليزية: Ivan Woods)‏ (31 ديسمبر 1976 في كندا - ) هو لاعب كرة قدم مالطي في مركز الهجوم. شارك مع منتخب مالطا تحت 21 سنة لكرة القدم ومنتخب مالطا لكرة القدم. أما مع النوادي، فقد لعب مع سلايما واندريرز ونادي فاليتا ونادي فلوريانا وPietà Hotspurs F.C. ‏.

## وصلات خارجية
- إيفان وودز على موقع الاتحاد الدولي (مؤرشف)  (الإنجليزية)
- إيفان وودز على موقع الاتحاد الأوربي (الإنجليزية)
- إيفان وودز على موقع قاعدة بيانات كرة القدم.إي يو (الإنجليزية)
- إيفان وودز على موقع ناشيونال فوتبول تيمز (الإنجليزية)
- إيفان وودز على موقع Soccerway.com (الإنجليزية)
- إيفان وودز على موقع عالم كرة القدم.نت (الإنجليزية)